# Brigitte Öppinger-Walchshofer

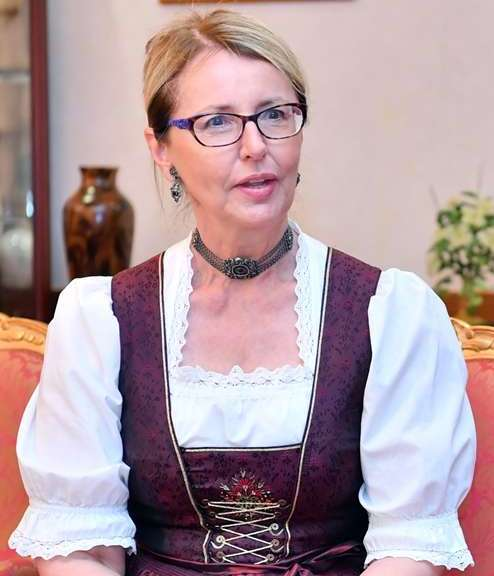
Brigitte Öppinger-Walchshofer (2018)

Brigitte Öppinger-Walchshofer (* 4. Juni 1956 in Scheibbs) ist eine ehemalige österreichische Botschafterin.

## Leben
Brigitte Öppinger-Walchshofer studierte zum Magister der Handelswissenschaft an der Universität Wien. Sie durchlief eine Ausbildung an der Diplomatischen Akademie in Wien und trat 1983 in den auswärtigen Dienst. Von 1994 bis 1997 leitete sie das Referat Afrika südlich der Sahara am Außenministerium. Von 1998 bis 2000 war sie Gesandte in London (Vereinigtes Königreich).
Am 3. August 2001 wurde sie zur Botschafterin für Äthiopien in Addis Abeba ernannt, wo sie vom 9. August 2001 bis 2006 akkreditiert war, ab 2005 war sie dort auch Ständige Vertreterin Österreichs bei der Afrikanischen Union (AU). 2006 leitete sie die interne Revision des Außenministeriums in Wien. Von November 2007 bis 30. Juni 2012 leitete sie die Österreichische Entwicklungszusammenarbeit (OEZA). Von Juli 2012 bis 2017 war sie Botschafterin in Pretoria, wo sie auch für Angola, Botswana, Lesotho, Madagaskar, Mauritius, Mosambik, Namibia, Simbabwe und Swasiland akkreditiert war. Zuletzt war sie vom 23. August 2017 bis 18. August 2021 Botschafterin in Indien. Akkreditiert war sie außerdem für Bhutan, Bangladesch, Malediven, Nepal und Sri Lanka.